# Vals-près-le-Puy
Pour les articles homonymes, voir Le Puy.
Vals-près-le-Puy ([vals pʁɛ lə pɥi]) est une commune française située dans le département de la Haute-Loire en région Auvergne-Rhône-Alpes.
Ses habitants sont les Valladiers et les Valladières.

## Géographie

### Localisation
La commune de Vals-près-le-Puy se trouve dans le département de la Haute-Loire, en région Auvergne-Rhône-Alpes.
Elle se situe à 3 km par la route du Puy-en-Velay, préfecture du département.
Les communes les plus proches sont : 
Le Puy-en-Velay (1,9 km), Espaly-Saint-Marcel (2,3 km), Aiguilhe (2,6 km), Ceyssac (3,3 km), Cussac-sur-Loire (4,5 km), Brives-Charensac (4,6 km), Chadrac (4,6 km), Polignac (4,8 km).
|         | Espaly-Saint-Marcel           |                 |
| Ceyssac | Vals-près-le-Puy              | Le Puy-en-Velay |
|         | Saint-Christophe-sur-Dolaison |                 |

### Climat
Pour des articles plus généraux, voir Climat d'Auvergne-Rhône-Alpes et Climat de la Haute-Loire.
En 2010, le climat de la commune est de type climat des marges montargnardes, selon une étude du Centre national de la recherche scientifique s'appuyant sur une série de données couvrant la période 1971-2000. En 2020, Météo-France publie une typologie des climats de la France métropolitaine dans laquelle la commune est exposée à un climat de montagne ou de marges de montagne et est dans la région climatique Sud-est du Massif central, caractérisée par une pluviométrie annuelle de 1 000 à 1 500 mm, minimale en été, maximale en automne.
Pour la période 1971-2000, la température annuelle moyenne est de 9,7 °C, avec une amplitude thermique annuelle de 16,2 °C. Le cumul annuel moyen de précipitations est de 777 mm, avec 7,3 jours de précipitations en janvier et 6,1 jours en juillet. Pour la période 1991-2020, la température moyenne annuelle observée sur la station météorologique de Météo-France la plus proche, « Le Puy-Chadrac », sur la commune de Chadrac à 5 km à vol d'oiseau, est de 10,4 °C et le cumul annuel moyen de précipitations est de 632,0 mm,. Pour l'avenir, les paramètres climatiques de la commune estimés pour 2050 selon différents scénarios d'émission de gaz à effet de serre sont consultables sur un site dédié publié par Météo-France en novembre 2022.

### Géologie et relief
Commune urbaine de moyenne montagne située dans le Massif central, Vals s'étend en partie dans la vallée du Dolaizon. Son altitude varie de 632 à 920 mètres, avec la mairie située à 656 mètres.

## Urbanisme

### Typologie
Au 1er janvier 2024, Vals-près-le-Puy est catégorisée ceinture urbaine, selon la nouvelle grille communale de densité à sept niveaux définie par l'Insee en 2022.
Elle appartient à l'unité urbaine du Puy-en-Velay, une agglomération intra-départementale regroupant neuf  communes, dont elle est une commune de la banlieue,,. Par ailleurs la commune fait partie de l'aire d'attraction du Puy-en-Velay, dont elle est une commune de la couronne,. Cette aire, qui regroupe 59 communes, est catégorisée dans les aires de 50 000 à moins de 200 000 habitants,.

### Occupation des sols
L'occupation des sols de la commune, telle qu'elle ressort de la base de données européenne d’occupation biophysique des sols Corine Land Cover (CLC), est marquée par l'importance des territoires agricoles (56,7 % en 2018), en augmentation par rapport à 1990 (50,6 %). La répartition détaillée en 2018 est la suivante : 
zones agricoles hétérogènes (41,8 %), zones urbanisées (29 %), prairies (14,9 %), forêts (11,2 %), zones industrielles ou commerciales et réseaux de communication (3,1 %). L'évolution de l’occupation des sols de la commune et de ses infrastructures peut être observée sur les différentes représentations cartographiques du territoire : la carte de Cassini (XVIIIe siècle), la carte d'état-major (1820-1866) et les cartes ou photos aériennes de l'IGN pour la période actuelle (1950 à aujourd'hui).

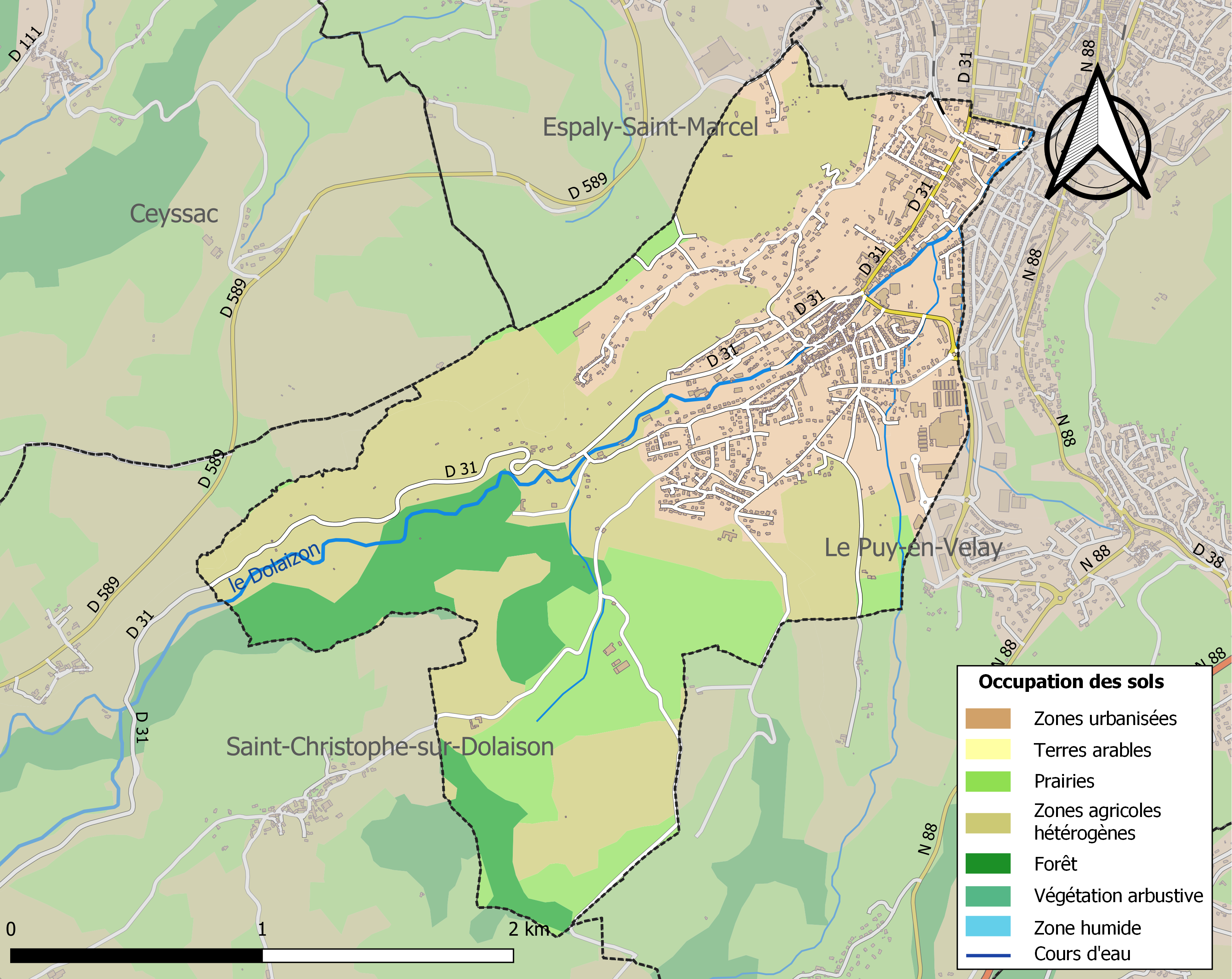
Carte des infrastructures et de l'occupation des sols de la commune en 2018 (CLC).

### Habitat et logement
En 2018, le nombre total de logements dans la commune était de 1 950, alors qu'il était de 1 853 en 2013 et de 1 831 en 2008.
Parmi ces logements, 87,9 % étaient des résidences principales, 3,2 % des résidences secondaires et 8,9 % des logements vacants. Ces logements étaient pour 49,8 % d'entre eux des maisons individuelles et pour 49,2 % des appartements.
Le tableau ci-dessous présente la typologie des logements à Vals-près-le-Puy en 2018 en comparaison avec celle de la Haute-Loire et de la France entière. Une caractéristique marquante du parc de logements est ainsi une proportion de résidences secondaires et logements occasionnels (3,2 %) inférieure à celle du département (16,1 %) mais supérieure à celle de la France entière (9,7 %). Concernant le statut d'occupation de ces logements, 64,9 % des habitants de la commune sont propriétaires de leur logement (64 % en 2013), contre 70 % pour la Haute-Loire et 57,5 pour la France entière.
| Typologie                                               | Vals-près-le-Puy | Haute-Loire | France entière |
| ------------------------------------------------------- | ---------------- | ----------- | -------------- |
| Résidences principales (en %)                           | 87,9             | 71,5        | 82,1           |
| Résidences secondaires et logements occasionnels (en %) | 3,2              | 16,1        | 9,7            |
| Logements vacants (en %)                                | 8,9              | 12,4        | 8,2            |

## Toponymie
Les formes anciennes sont : Domus infirmarum Vallis en 1223, Domus leprosarum de Valle en 1232, Prior domus de Valle prope Anicium en 1264, Domus pontis de Valle en 1306, Monasterium Sanctæ Mariæ Magdelenæ de Valle prope Anicium en 1330, En Val en 1364, Vals en 1720.
Du nom de la vallée où est installé le village. Son nom était Val delh Puèi en auvergnat.

## Histoire
Selon l'érudit local Albert Boudon-Lashermes (1882-1967), le vallon du Crouzas, au sud-ouest de Vals, aurait été colonisé quelque mille ans avant J.-C. par les Ligures. Les cabanes en pierre sèche, ou chibottes, rencontrées sur le site seraient leur œuvre. Ces affirmations furent réfutées dès 1928 dans un numéro exceptionnel de la revue Vie à la campagne consacré aux Maisons et meubles du Massif Central et dirigé par le professeur d'horticulture Albert Maumené,.
Avant 1195, la léproserie Sainte-Madeleine, destinée aux lépreuses, est fondée sur la paroisse Saint-Vosy. Elle est dirigée par les Sœurs de la Pénitence ou de Sainte-Madeleine puis par les Augustines.
En 1313, est fondé un monastère d'Augustines, qui subit d'importants dégâts lors des guerres de Religion et disparaît en 1792. Il en reste la chapelle, dédiée à Saint Vosy, devenue depuis 1821 le siège de la paroisse.
En août 1364, les routiers de Seguin de Badefol s'invitent dans la cité et « iceulx firent innombrables inhumanités à l'encontre des habitants de ladite ville, les tyrannisant, détruisant leurs biens, les faisant prisonniers et après les rançonnant ».
Le 26 janvier 1590, dans le cadre de la guerre entre la Ligue et les partisans des rois Henri III puis Henri IV, la garnison royaliste d'Espaly attaque Vals, partisane de la Ligue, et saisit des bestiaux qu'elle emmène à Polignac, place royaliste. Les 5 et 6 février, les ligueurs attaquent Espaly.
De 1896 à 1914, fonctionne une ligne de tramway au Puy-en-Velay. Bien qu'elle ne desserve  pas Vals, elle dépend d'une centrale hydraulique sur le Dolaizon pour son alimentation (une seconde se trouve sur la commune de Brives-Charensac).
En 1900, est créé l'Institut agricole de Vals (aujourd'hui ISVT), qui sera longtemps la seule école d'agriculture de Haute-Loire. D'août 1914 à mars 1919, ses bâtiments sont utilisés comme hôpital militaire, apte à accueillir entre 200 et 315 malades et blessés, dont les prisonniers de guerre allemands d'origine polonaise du camp d'Espaly, puis en 1918 les blessés du « Bataillon polonais ».
Quarante-six enfants de la commune sont tombés au champ d'honneur lors de la Première Guerre mondiale.

## Politique et administration

### Découpage territorial
La commune de Vals-près-le-Puy est membre de la communauté d'agglomération du Puy-en-Velay, un établissement public de coopération intercommunale (EPCI) à fiscalité propre créé le 26 décembre 2016 dont le siège est à Le Puy-en-Velay. Ce dernier est par ailleurs membre d'autres groupements intercommunaux.
Sur le plan administratif, elle est rattachée à l'arrondissement du Puy-en-Velay, au département de la Haute-Loire, en tant que circonscription administrative de l'État, et à la région Auvergne-Rhône-Alpes.
Sur le plan électoral, elle dépend du canton du Puy-en-Velay-1 pour l'élection des conseillers départementaux, depuis le redécoupage cantonal de 2014 entré en vigueur en 2015, et de la deuxième circonscription de la Haute-Loire   pour les élections législatives, depuis le redécoupage électoral de 1986.

### Liste des maires
| Période                                  | Période      | Identité        | Étiquette | Qualité                                             |
| ---------------------------------------- | ------------ | --------------- | --------- | --------------------------------------------------- |
| mars 1977                                | juin 1995    | André Reynaud   | UDF-CDS   | Directeur d'école Conseiller général (1979-1994)    |
| mars 2001                                | juin 2020    | Alain Royet     | DVG       | Cadre                                               |
| juin 2020                                | octobre 2024 | Laurent Bernard | DVD       | Formateur en informatique et mathématiques à l'ISVT |
| Les données manquantes sont à compléter. |              |                 |           |                                                     |

### Jumelages
- Aielo de Malferit (Espagne)

## Population et société

### Démographie

#### Évolution démographique
L'évolution du nombre d'habitants est connue à travers les recensements de la population effectués dans la commune depuis 1793. Pour les communes de moins de 10 000 habitants, une enquête de recensement portant sur toute la population est réalisée tous les cinq ans, les populations de référence des années intermédiaires étant quant à elles estimées par interpolation ou extrapolation. Pour la commune, le premier recensement exhaustif entrant dans le cadre du nouveau dispositif a été réalisé en 2008.

En 2022, la commune comptait 3 392 habitants, en évolution de +1,13 % par rapport à 2016 (Haute-Loire : +0,36 %, France hors Mayotte : +2,11 %).
| 1793 | 1800 | 1806 | 1821 | 1831 | 1836 | 1841 | 1846 | 1851 |
| ---- | ---- | ---- | ---- | ---- | ---- | ---- | ---- | ---- |
| 967  | 857  | 697  | 857  | 886  | 897  | 864  | 881  | 990  |

| 1856 | 1861 | 1866 | 1872 | 1876  | 1881 | 1886  | 1891  | 1896  |
| ---- | ---- | ---- | ---- | ----- | ---- | ----- | ----- | ----- |
| 928  | 911  | 951  | 945  | 1 004 | 955  | 1 205 | 1 120 | 1 173 |

| 1901  | 1906  | 1911  | 1921  | 1926  | 1931  | 1936  | 1946  | 1954  |
| ----- | ----- | ----- | ----- | ----- | ----- | ----- | ----- | ----- |
| 1 271 | 1 132 | 1 274 | 1 335 | 1 423 | 1 419 | 1 614 | 1 715 | 1 708 |

| 1962  | 1968  | 1975  | 1982  | 1990  | 1999  | 2006  | 2008  | 2013  |
| ----- | ----- | ----- | ----- | ----- | ----- | ----- | ----- | ----- |
| 1 829 | 2 449 | 3 070 | 3 505 | 3 426 | 3 391 | 3 527 | 3 541 | 3 372 |

| 2018  | 2022  | - | - | - | - | - | - | - |
| ----- | ----- | - | - | - | - | - | - | - |
| 3 437 | 3 392 | - | - | - | - | - | - | - |

#### Pyramide des âges
La population de la commune est relativement âgée.
En 2018, le taux de personnes d'un âge inférieur à 30 ans s'élève à 26,9 %, soit en dessous de la moyenne départementale (31 %). À l'inverse, le taux de personnes d'âge supérieur à 60 ans est de 37,2 % la même année, alors qu'il est de 31,1 % au niveau départemental.
En 2018, la commune comptait 1 533 hommes pour 1 904 femmes, soit un taux de 55,4 % de femmes, largement supérieur au taux départemental (50,87 %).
Les pyramides des âges de la commune et du département s'établissent comme suit.
| Hommes | Classe d’âge | Femmes |
| ------ | ------------ | ------ |
| 1,2    | 90 ou +      | 3,5    |
| 10,1   | 75-89 ans    | 15,1   |
| 21,3   | 60-74 ans    | 22,4   |
| 21,0   | 45-59 ans    | 22,1   |
| 16,2   | 30-44 ans    | 12,7   |
| 14,7   | 15-29 ans    | 12,3   |
| 15,5   | 0-14 ans     | 12,0   |

| Hommes | Classe d’âge | Femmes |
| ------ | ------------ | ------ |
| 0,9    | 90 ou +      | 2,5    |
| 8,4    | 75-89 ans    | 11,7   |
| 20,4   | 60-74 ans    | 20,5   |
| 21,3   | 45-59 ans    | 20,3   |
| 16,8   | 30-44 ans    | 16,3   |
| 15,2   | 15-29 ans    | 13,2   |
| 17     | 0-14 ans     | 15,6   |

## Économie

### Revenus
En 2018, la commune compte 1 676 ménages fiscaux, regroupant 3 335 personnes. La médiane du revenu disponible par unité de consommation est de 21 560 € (20 800 € dans le département). 50 % des ménages fiscaux sont imposés (42,8 % dans le département).

### Emploi
| Division       | 2008  | 2013  | 2018  |
| -------------- | ----- | ----- | ----- |
| Commune        | 3,9 % | 7,7 % | 6,8 % |
| Département    | 6,3 % | 7,7 % | 7,7 % |
| France entière | 8,3 % | 10 %  | 10 %  |

En 2018, la population âgée de 15 à 64 ans s'élève à 1 964 personnes, parmi lesquelles on compte 72,4 % d'actifs (65,6 % ayant un emploi et 6,8 % de chômeurs) et 27,6 % d'inactifs,. Depuis 2008, le taux de chômage communal (au sens du recensement) des 15-64 ans est inférieur à celui de la France et du département.
La commune fait partie de la couronne de l'aire d'attraction du Puy-en-Velay, du fait qu'au moins 15 % des actifs travaillent dans le pôle,. Elle compte 1 230 emplois en 2018, contre 1 276 en 2013 et 1 219 en 2008. Le nombre d'actifs ayant un emploi résidant dans la commune est de 1 306, soit un indicateur de concentration d'emploi de 94,2 % et un taux d'activité parmi les 15 ans ou plus de 48,5 %.
Sur ces 1 306 actifs de 15 ans ou plus ayant un emploi, 214 travaillent dans la commune, soit 16 % des habitants. Pour se rendre au travail, 77,6 % des habitants utilisent un véhicule personnel ou de fonction à quatre roues, 5 % les transports en commun, 15,5 % s'y rendent en deux-roues, à vélo ou à pied et 1,9 % n'ont pas besoin de transport (travail au domicile).

## Culture locale et patrimoine

### Lieux et monuments

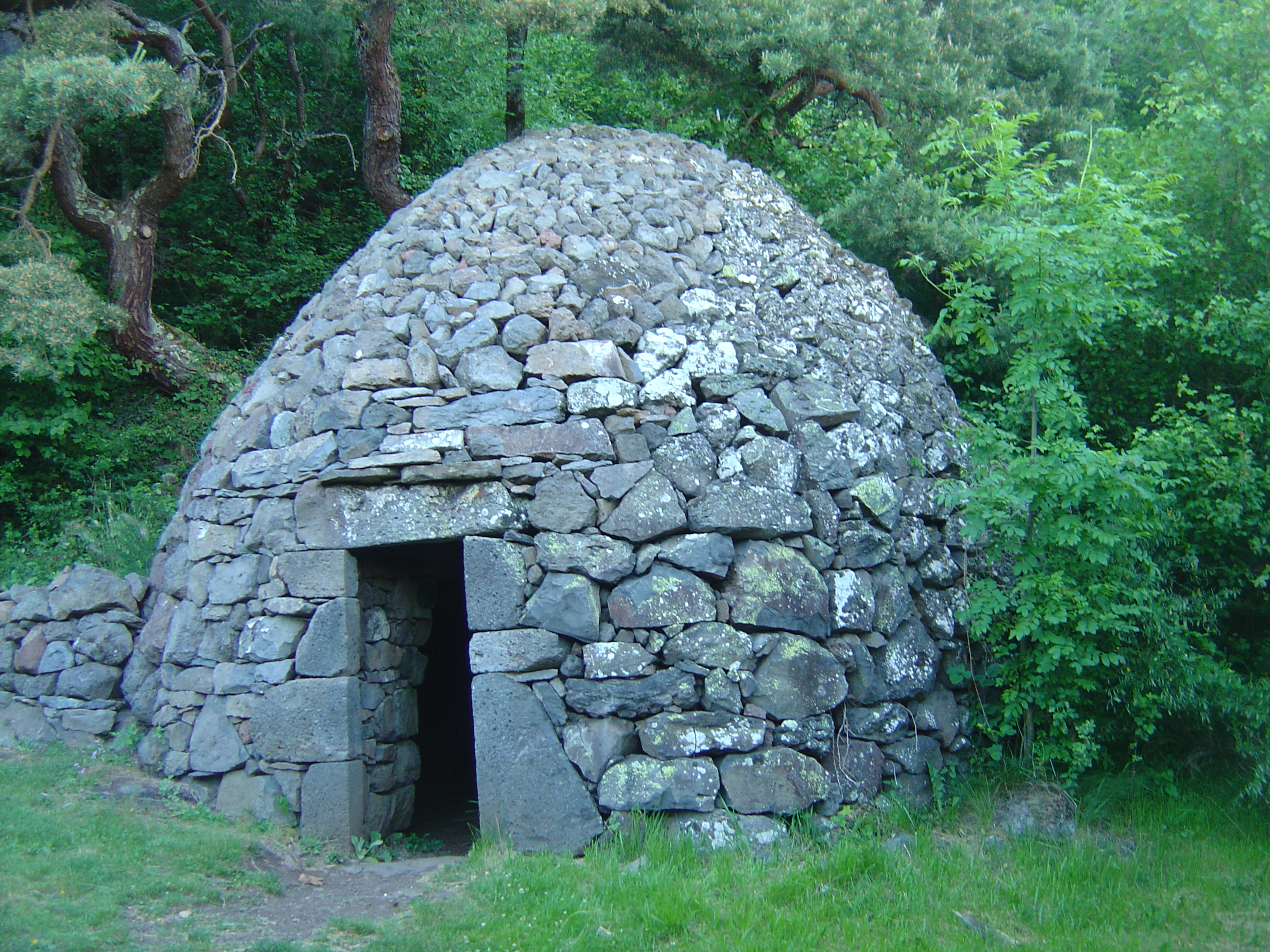
Cabane en pierre sèche à la toiture refaite (tsabone sous son appellation vernaculaire, chibotte sous son appellation touristique) au lieudit les Vigneaux.

- Vals-près-le-Puy est traversée par le GR 65 qui suit la via Podiensis, l'un des chemins de Saint-Jacques. C'est la seconde commune traversée par le chemin, à partir du Puy-en-Velay.
- Elle est également traversée par le GR 700 ou chemin de Régordane, reliant Le Puy à la Méditerranée depuis la Haute Antiquité.
- L'église Saint-Vozy est issue d'un ensemble de bâtiments du XIIe siècle, remaniés plusieurs fois. Elle est inscrite au titre des monuments historiques par arrêté du 8 octobre 1968[29]. Une Vierge à l'Enfant en bois doré du XVIIIe siècle, classée aux monuments historiques, est visible dans l'église.
- L'escalier de l'hôtel de ville est le dernier vestige du monastère des Augustines. Il date du XVe siècle. Il fut édifié à l'époque de la reconstruction de l'ancien bâtiment connu depuis le XIIe siècle sous le nom de Maison du pont de Vals.

Cette dernière abritait alors les augustines de Vals, dont l'ordre fondé en 1313 par Bernard de Castanet, évêque du Puy, durera jusqu'à la Révolution française.
Connue au XIXe siècle sous le nom de « Domaine du clos Chabalier » du nom de son propriétaire Jean Guillaume Chabalier, cette maison sera léguée aux Jésuites qui y établiront leur noviciat de la province de Toulouse. L'escalier, classé le 15 mars 1973 parmi les monuments historiques, fut restauré entre 1973 et 1975 au cours de la construction de l'hôtel de ville.
- On trouve à Vals-près-Le Puy, dans le vallon dit du Crouzas, une quinzaine de chibottes (de leur vrai nom tsabones, c'est-à-dire « cabanes »), grandes huttes circulaires bâties en pierres sèches et couvertes d'une coupole en encorbellement. Elles sont situées dans des parcelles anciennement vinifères. Un projet de restauration et de mise en valeur touristique de ces édifices, échafaudé dès 1976, a débouché, le 5 novembre 2011, sur l'inauguration d'un « parcours des chibottes »[30]. La chibotte du bois de Lirate, propriété de la commune, a été inscrite au titre des monuments historiques le 28 avril 1986[31].
- La villa Alirol, érigée vers 1900 par l'architecte Achille Proy, affiche un style éclectique fusionnant des éléments de la Renaissance et du classicisme, agrémenté de ferronneries inspirées de l'Art nouveau, avec des façades asymétriques ornées de baies variées et une rotonde d'angle servant d'entrée. Elle est inscrite au titre des monuments historiques par arrêté du 27 septembre 2006[32].
- Différents ponts avaient été aménagés à l'époque médiévale mais il en reste très peu d'origine. Il existait aussi un pont gaulois devant le couvent des augustines qui fut à l'origine du pont en béton armé. Actuellement subsistent :
  - Le pont Neuf (construit entre 1831 et 1846), ruelle du Charirou,
  - Le pont Médian (construit avant 1846), situé au milieu du village,
  - Le pont en béton armé (1978-1979),
  - Le pont du Riou (1856), situé entre Vals et Taulhac, sur le Riou,
  - Le pont du Moulin Gimbert (1856),
  - Le pont du Moulin Bernard (1857),
  - Le pont sur le CD 31 (1893-1894), situé à la sortie de Vals,
- La croix de Pouvignac, partiellement détruite en 1940 par la foudre, possède un socle daté de 1621 ; située sur le chemin de Saint-Jacques-de-Compostelle, elle a été restaurée récemment.

### Personnalités liées à la commune
- Jean Guillaume Chabalier (1758 - 1839), maire du Puy, député de Haute Loire, résidait à Vals-près-le-Puy où une rue porte son nom.
- Auguste Aymard (1808-1889), maire de Vals-près-Le Puy, conservateur du musée Crozatier au Puy-en-Velay, archiviste, paléontologue, archéologue.
- Henri Ramière (1821-1884), prêtre jésuite, théologien, écrivain et essayiste, y a été ordonné prêtre.
- Joseph Rumillet Charretier (1833-1916), fondateur de la distillerie Verveine du Velay en 1859[réf. nécessaire].
- Gérard Chabanon (1948), Supérieur général des Pères blancs, y est né.
- Jean-Pierre Philibert (1948), homme politique, y est né.
- Victor Constant (1869-1953), homme politique, y est né.

### Héraldique
| Blason de Vals-près-le-Puy | Blason  | D'azur au chevron renversé d’argent, accompagné en chef d'un cœur d’or enflammé de gueules et en pointe de deux chibottes [huttes de pierres sèches] d'or, ouvertes du champ. |
| Blason de Vals-près-le-Puy | Détails | Le statut officiel du blason reste à déterminer. |